# Noubar Afeyan
Noubar Afeyan (ur. 25 lipca 1962 roku w Bejrucie) – ormiański biotechnolog, przedsiębiorca, współtwórca Moderny.

## Życiorys
Pochodzi z ormiańskiej rodziny uchodźców, którzy uciekli do Libanu po ludobójstwie na Ormianach. Z Bejrutu z kolei rodzice wyjechali do Kanady w 1975 roku, na początku libańskiej wojny domowej. W Kanadzie, Noubar Afeyan ukończył w 1978 roku Loyola High School w Montrealu. Doktorat z chemii na Uniwersytecie McGill obronił w 1983 roku po czym wyemigrował do Stanów Zjednoczonych. W USA uzyskał stopień doktora z inżynierii biochemicznej na Massachusetts Institute of Technology w 1987 – jako pierwszy absolwent studiów doktoranckich w Centrum Inżynierii Bioprocesów MIT, wówczas jedynej uczelni amerykańskiej z takim kierunkiem studiów. Jest założycielem funduszu inwestycyjnego Flagship Pioneering – który zainwestował w badania już ponad 70 firm medycznych i farmaceutycznych. W 2008 roku uzyskał obywatelstwo USA. Oprócz Moderny jest udziałowcem dziesiątek notowanych na giełdach firm. Wraz z Stéphanem Bancelem są największymi udziałowcami Moderny (luty 2022 r.). Noubar Afeyan jest również twórcą i donatorem inicjatyw humanitarnych: Aurora Prize i The Future Armenian. Żonaty z inżynierem biochemii Anną Gunnarson, która urodziła się i do końca studiów mieszkała w Szwecji, a wyemigrowała do USA w 1988 roku. Mają czworo dzieci.